# Hamdán bin Muhammad Ál Maktúm
Šejch Hamdán bin Muhammad bin Rašíd Ál Maktúm (* 14. listopadu 1982; arabsky حمدان بن محمد بن راشد آل مكتوم‎) je korunním princem Dubaje a také druhým nejstarším synem šejcha Muhammada bin Rášida Ál Maktúma a Hind bint Maktúm bin Džúmá Ál Maktúm.

## Vzdělání
Šejch Hamdán nejdříve navštěvoval Rashid School For Boys a poté studoval ve Velké Británii, kde absolvoval Sandhurst.

## Funkce
1. února 2008 šejch Muhammad ustanovil Hamdána korunním princem Dubaje. V září 2006 se Hamdán stal předsedou Dubajské výkonné rady. Je současně prezidentem Dubajského sportovního výboru a Dubajského autistického centra.

## Sport
Šejch Hamdán vyhrál v roce 2006 zlatou medaili ve vytrvalostním závodě v jízdě na koni v rámci Asijských her. V roce 2010 se umístil na 3. místě v individuální jezdecké vytrvalosti a na 1. místě v týmové vytrvalosti ve World Equestrian Games v Kentucky.
Šejch Hamdán každoročně navštěvuje dostihové závody, kde startují jeho koně – např. Royal Ascot Race.

## Soukromý život
Šejch Hamdán je jedním z 21 potomků šejcha Muhammada a je potomkem rodu al-Falasí. Je znám svým zájmem o poezii a talentem v oblasti vytrvalostního jezdectví. Jeho básně jsou především romantické a vlastenecké, často věnované i rodině.
Šejch Hamdán se také velmi zajímá o velbloudy, auta a seskoky volným pádem.

## Zajímavosti
V roce 2008 nakoupil šejch Hamdan společně se svým otcem 16 velbloudů za 4.5 milionů dolarů (80 milionů korun).